# Omalodes monilifer
Omalodes monilifer är en skalbaggsart som beskrevs av Sylvain Auguste de Marseul 1853. Omalodes monilifer ingår i släktet Omalodes och familjen stumpbaggar. Inga underarter finns listade i Catalogue of Life.